# Casa del Moralista

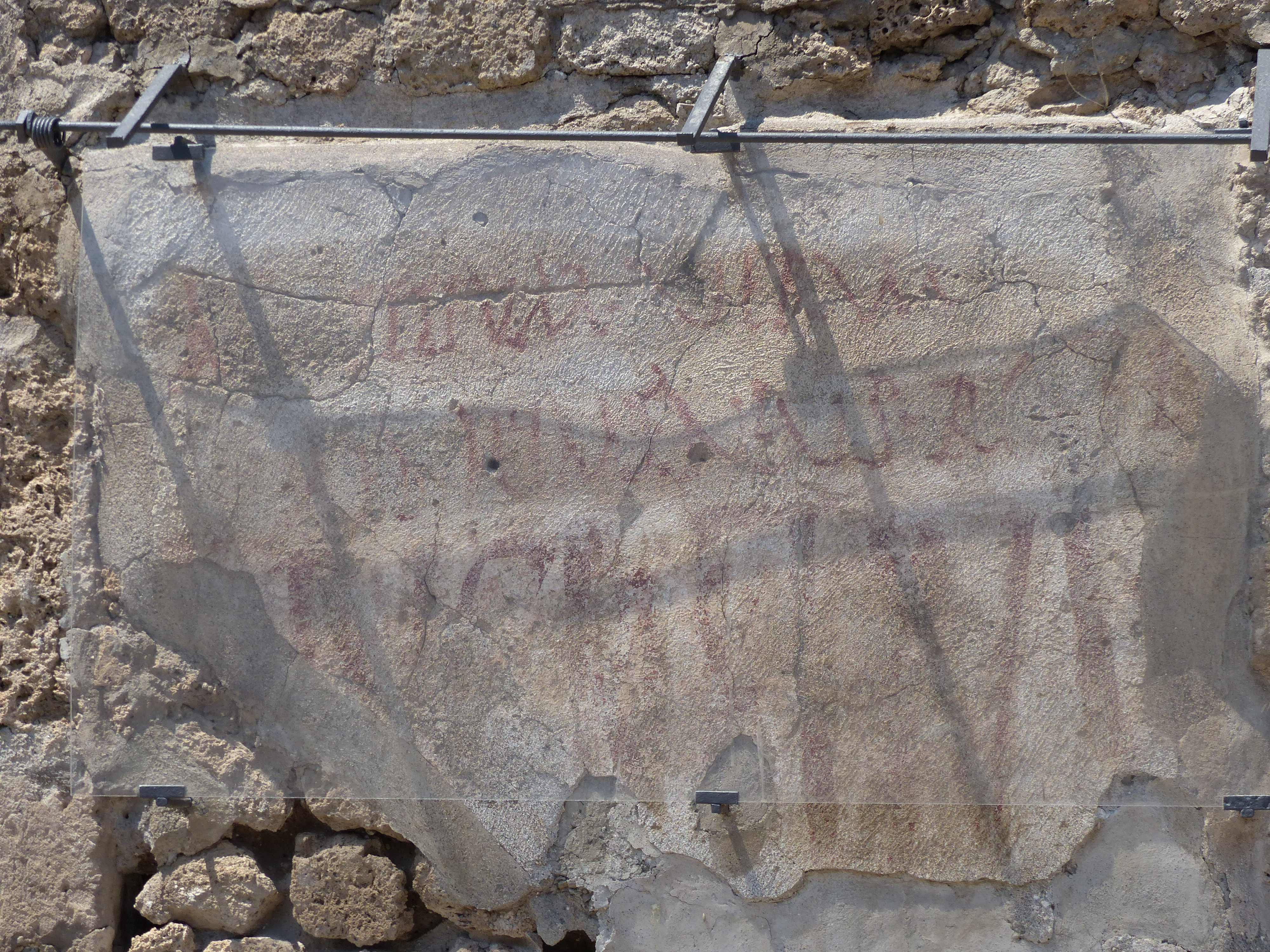
Graffito an der Casa del Moralista

Die Casa del Moralista (Haus des Sittenpredigers, auch Haus des C. Arrius Crescens und des M. Epidius Hymenaeus) (III 4, 2–3) befindet sich in Pompeji.  Es handelt sich eigentlich um zwei Wohnbauten, die miteinander verbunden sind. Sie wurden in den Jahren 1916 und 1917 ausgegraben.
Das kleine Haus III 4, 2 hatte ein Atrium und diverse Räume darum. Während einer Bombardierung im Jahr 1943 wurde das Haus, einschließlich einer bemalten Decke, weitestgehend zerstört. Im Gegensatz zu den meisten Häusern mit Atrium besaß es kein Impluvium, das sonst der Aufnahme von Regenwasser diente. Das wesentlich größere Haus III 4, 3 wurde noch renoviert – bei der Ausgrabung wurden noch die für die Restaurierung nötigen Mengen Kalks gefunden –, als im Jahr 79 n. Chr. Pompeii verschüttet wurde. Die meisten Räume sind unverputzt. Bemerkenswert ist das zum Zeitpunkt der Zerstörung als einziger Raum fertig restaurierte Triclinium mit seiner schlichten gemalten Dekoration. Drei moralisierende Distichen, die dem Haus den modernen Namen gaben, schmückten seine Wände. Inwieweit sie ironisch gemeint waren, ist ungeklärt.
Distichon an der rechten Wand:
Abluat unda pedes, puer et detergeat udos
Mappa torum velet, lintea nostra cave!
„Wasser soll die Füße abwaschen, der Diener möge sie abtrocknen; die Serviette bedecke das Polster; hüte Dich, unsere Tischtücher zu benutzen!“
Distichon an der linken Wand:
(Insanas) lites odiosaque iurgia differ
Si potes aut gressus ad tua tecta refer!
„Vermeide Zank und hasserfüllte Streitereien, oder lenke deine Schritte in dein Haus zurück.“
Distichon an der Rückwand:
Lascivos voltus et blandos aufer ocellos
Coniuge ab alterius sit tibi in ore pudor!
„Lüsterne Mienen und begehrliche Blicke wende von der Frau eines anderen ab, züchtig sei Dir die Rede.“
Da man auf dem Boden keinerlei Reste einer Eindeckung fand, kann man davon ausgehen, dass die Öffnung zum Himmel hin einst mit Stoff bespannt war und es sich um ein Sommertriclinium handelte. Es öffnete sich zu einem großen Garten, in dessen Mitte eine Statue der Diana stand.
Der Name M. Epidius Hymenaeus erscheint auf fünf Wahlempfehlungen an der Fassade des Hauses. Der Name findet sich auch auf sechs Weinamphoren, die sich im Haus fanden, und er ist von einem Wachstäfelchen des Caecilius Iucundus bekannt, das in das Jahr 56 n. Chr. datiert werden kann. M. Epidius Hymenaeus war demnach Weinhändler und wahrscheinlich einer der Besitzer des Hauses. Weitere Namen, die im Haus erscheinen, sind C. Arrius Crescens und T. Arrius Polites. Sie waren alle Weinhändler und bewohnten vielleicht zusammen diese beiden Wohneinheiten.